# Polylepis lanuginosa
Polylepis lanuginosa är en rosväxtart som beskrevs av Carl Sigismund Kunth. Polylepis lanuginosa ingår i släktet Polylepis och familjen rosväxter. Inga underarter finns listade i Catalogue of Life.